# Italien i olympiska vinterspelen 1932
Italien deltog i olympiska vinterspelen 1932. Italiens trupp bestod av 12 idrottare, alla var män.

## Resultat

### Backhoppning
- Normal backe herrar
  - Ernesto Zardini - 14
  - Ingenuino Dallagio - 16
  - Severino Menardi - 27

### Bob
- 4-manna
  - Teofilo Rossi di Montelera, Agostino Lanfranchi, Gaetano Lanfranchi, Italo Cassini - 5

- 2-manna
  - Teofilo Rossi di Montelera och Italo Cassini 6
  - Agostino Lanfranchi och Gaetano Lanfranchi - 8

### Längdskidåkning
- 18 km
  - Andrea Vuerich - 25
  - Gino Soldà - 26
  - Severino Menardi - 34

- 50 km
  - Erminio Sertorelli - 12
  - Giovanni Delago - DNF
  - Francesco De Zulian - DNF

### Nordisk kombination
- Individuell herrar
  - Ernesto Zardini - 12
  - Ingenuino Dallagio - 17
  - Severino Menardi - 21

## Trupp
- Backhoppning
  - Severino Menardi (Deltog även i längdskidåkning och nordisk kombination)
  - Ingenuino Dallagio (Deltog även i nordisk kombination)
  - Ernesto Zardini (Deltog även i nordisk kombination)

- Bob
  - Italo Cassini
  - Agostino Lanfranchi
  - Gaetano Lanfranchi
  - Teofilo Rossi di Montelera
- Längdskidåkning
  - Francesco De Zulian
  - Giovanni Delago
  - Erminio Sertorelli
  - Gino Soldà
  - Andrea Vuerich
  - Severino Menardi (Deltog även i backhoppning och nordisk kombination)
- Nordisk kombination
  - Severino Menardi (Deltog även i längdskidåkning och backhoppning)
  - Ingenuino Dallagio (Deltog även i backhoppning)
  - Ernesto Zardini (Deltog även i backhoppning)